# Kommando Nowotny
Kommando Nowotny foi um Gruppe de aviões de caça da Luftwaffe formado durante os últimos meses da Segunda Guerra Mundial, com o objectivo de testar e estabelecer tácticas através do uso da mais avançada aeronave da época, o Messerschmitt Me 262. Este Gruppe foi criado e comandado por Walter Nowotny.

## Historia
Formado no dia 26 de Setembro de 1944, com Stab/Kommando Nowotny da Stab III./ZG 26, 1./Kommando Nowotny da 9./ZG 26, 2./Kommando Nowotny da 8./ZG 26 e 3./Kommando Nowotny (criado). No total, a sua força resumia-se a três Staffeln e um Stab.
A 3 de Outubro alcançou o status operacional, sendo equipado com entre 20 a 40 interceptores a jacto Me 262A-1a. No mês e meio que decorreu após a sua entrada nas operações, a unidade combateu contra aeronaves aliadas, enquanto ao mesmo tempo testava e tentava estabelecer tácticas próprias de combate em uma aeronave a jacto; além disso, tinham também que ultrapassar e resolver os problemas técnicos e mecânicos que uma aeronave como o Me 262 tinha, devido à sua natureza de quase estar ainda em fase de testes.
A unidade foi a primeira a descobrir que um esquadrão de caças monomotor a pistão, com aviões como o Bf 109 ou o Fw 190, eram uma necessidade para os caças a jacto, pois o Me 262 não conseguia se conseguia manobrar com eficiência nem acelerar quando voava a baixa velocidade, fazendo da aeronave um alvo fácil e "quase estático" para os caças aliados abaterem. Este problema era extremamente notável aquando da aterragem e descolagem.
Devido à natureza experimental da unidade, e as dificuldades técnicas no manuseamento dos caças a jacto, a unidade, apesar de ter grandes pilotos nas suas fileiras, apenas conseguiu abater 22 aeronaves inimigas, com o pesado preço de ter sofrido 26. Depois da morte de Walter Nowotny a 8 de Novembro, a unidade foi redesignada III./JG 7 a 19 de Novembro, deixando de existir como unidade independente.